# Julia Sampson
Julia Ann Sampson Hayward (Los Angeles, 2 febbraio 1934 – Newport Beach, 27 dicembre 2011) è stata una tennista statunitense.

## Biografia
Ha ottenuto due titoli del Grande Slam, entrambi in occasione degli Australian Championships 1953, nel quale si aggiudicò il titolo sia nel doppio femminile (in coppia con Maureen Connolly) che nel doppio misto (in coppia con Rex Hartwig). Sempre nello stesso anno giunse in finale nel doppio al Roland Garros e a Wimbledon, in entrambi i casi in coppia con Maureen Connolly e perdendo contro Doris Hart e Shirley Fry. Vanta inoltre una finale nel doppio misto agli U.S. National Championships 1953, sempre in coppia con Rex Hartwig.
Nel singolo si distinse sempre all'Australian Championships 1953 dove giunse in finale perdendo poi contro Maureen Connolly per 6-3 6-2, dopo aver vinto in semifinale  contro Dorn Fogarty. Sempre Connolly fu la sua avversaria in finale al Sunsmart Victorian Open del 1952 dove venne sconfitta per un doppio 6-2, infine sempre in finale incontrò allo Swedish Open del 1953 per la terza sconfitta la Connolly.
È scomparsa nel 2011 all'età di 77 anni.